# OPERA (Experiment)

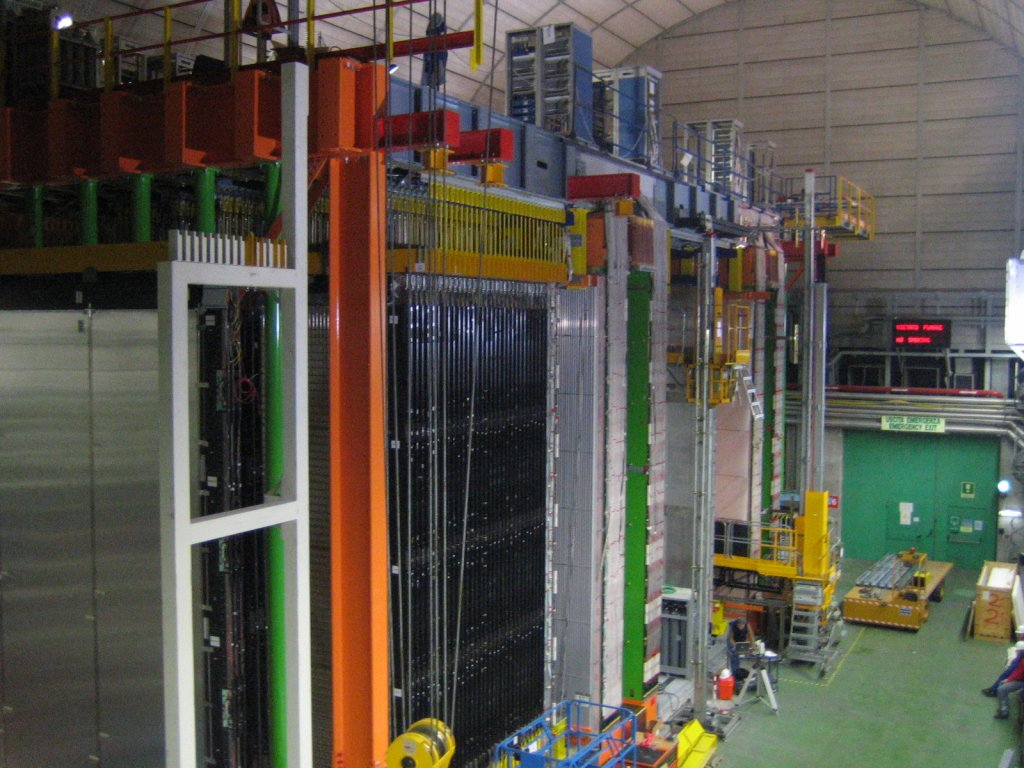
OPERA-Experiment während des Aufbaus

Das OPERA-Experiment (Akronym für Oscillation Project with Emulsion tRacking Apparatus, auf Deutsch in etwa: Projekt zur Untersuchung von Neutrinooszillation mit einem lichtempfindlichen Apparat) ist ein physikalisches Experiment zur Neutrinooszillation. Es untersucht die Oszillation von Myon-Neutrinos zu τ-Neutrinos. Es war das erste Appearance-Experiment, das heißt, es wies das Auftauchen von τ-Neutrinos in einem rein myonischen Neutrinostrahl nach. Die Konstruktion begann 2003 und erste Neutrinos des CNGS-Strahls konnten bei einem Test im August 2006 nachgewiesen werden, als die meisten elektronischen Detektoren einsatzbereit waren. 2008 nahm der OPERA-Detektor seinen vollständigen Betrieb auf. Anfang Dezember 2012 wurde der Betrieb eingestellt. Die Auswertung der Daten wird allerdings noch fortgesetzt.

## Aufbau

### Neutrinoquelle
OPERA nutzte als Neutrinoquelle den CNGS-Strahl des CERN. Am SPS-Teilchenbeschleuniger am CERN wurden dabei Hadronen erzeugt, die durch ihren Zerfall myonische Neutrinos erzeugten. Der Strahl zeichnete sich durch eine kleine Kontamination mit Elektron-Neutrinos und durch eine extrem geringe Kontamination mit τ-Neutrinos aus. Beide Kontaminationen waren in ihrer Stärke bekannt. Der Neutrinostrahl durchquerte aufgrund der geringen Wechselwirkung mit Materie ohne messbare Verluste die Strecke von etwa 730 km durch die Erdkruste bis zum Detektor in Italien.

### Detektor
Das Kernstück des Experiments war der Neutrino-Detektor. Er befand sich in Halle C des LNGS-Untergrundlabors im Gran-Sasso-Massiv nahe L’Aquila (Abruzzen) in Italien, mit einer Ausdehnung von etwa 20 m Länge, 10 m Höhe und 10 m Breite. Die Gesamtmasse des Detektors betrug annähernd 5000 t und verfügte über 200.000 Einzelsensoren. Als Target dienten ca. 1300 t Blei in 1 mm dicken Bleiplatten. In jedem Einzelsensor befanden sich 56 dieser Bleiplatten, welche sich mit Photoplatten (Photoemulsion) abwechselten. Die Photoplatten werden als Emulsion Cloud Chambers (ECC) bezeichnet und dienen zum Nachweis von geladenen Teilchen, die bei einer Neutrino-Reaktion entstehen. Weiterhin waren elektronische Tracker im Target verbaut, welche die Lokalisation einer Reaktion in Echtzeit ermöglichten. Die betroffenen Teile des Targets wurden dann voll automatisiert entnommen, die Photoplatten entwickelt und mit Mikroskopen ausgewertet. Zusätzlich befand sich ein Myon-Spektrometer hinter dem Target. Diese Anordnung (das sog. Super-Modul) war in identischer Form ein zweites Mal hinter dem ersten Super-Modul aufgebaut. Da der OPERA-Detektor sowohl passive Elemente (Photoemulsionen) als auch aktive Elemente (elektronische Detektoren) besaß, bezeichnete man ihn als Hybriddetektor.

## Nachweis der τ-Neutrinos
Die τ-Neutrinos wurden über den Zerfall des τ-Leptons nachgewiesen, das bei der Reaktion des Neutrinos mit dem Target entstand. Der Zerfall in z. B. ein Myon (und zwei für den Detektor unsichtbare Neutrinos) erzeugte einen charakteristischen Knick in der Teilchenspur. Dieser Knick konnte durch die hochaufgelöste Teilchenbahn-Rekonstruktion mittels der Photoplatten erkannt werden. Aufgrund dieser starken Signatur des τ-Leptons hatte diese Messung einen sehr geringen Untergrund. Aus der Anzahl der nachgewiesenen τ-Neutrinos konnte {\displaystyle \Delta m_{23}^{2}}, ein Parameter der Neutrinooszillation, errechnet werden. Nach dem gegenwärtig bekannten Wert für {\displaystyle \Delta m_{23}^{2}} aus vorhergehenden Messungen des japanischen Super-Kamiokande-Experiments und des amerikanischen MINOS-Experiments erwartete man lediglich 11 τ-Neutrinos in der fünfjährigen Laufzeit (bei der vom CERN vorhergesagten Intensität des Neutrinostrahls). Wegen des geringen Untergrunds war diese Messung aber trotzdem hochsignifikant.
Am 31. Mai 2010 beobachteten die OPERA-Forscher den ersten Kandidaten für ein τ-Neutrino-Ereignis.
Am 6. Juni 2012 wurde ein zweites τ-Neutrino-Ereignis beobachtet. Nachdem zwei weitere τ-Neutrino-Ereignisse 2013 und 2014 nachgewiesen werden konnten, ist mit dem 5. nachgewiesenen Ereignis eine statistische Signifikanz von 5 Sigma erreicht, die Wahrscheinlichkeit einer statistischen Fluktuation ohne Signal ist damit unter eins zu einer Million. Die Entdeckung wurde am 16. Juni 2015 bekanntgegeben. Die Auswertung der Daten wird fortgesetzt.

## Untersuchung der Neutrinogeschwindigkeit
Am 23. September 2011 veröffentlichte OPERA eine Arbeit, in der die Messung einer Überlichtgeschwindigkeit der Neutrinos, im Widerspruch zu bislang anerkannten Grundgesetzen der Physik, vermeldet wurde. Es wurden allerdings Fehler in der Experimentaldurchführung gefunden, und eine neue Messung durch ICARUS ergab Übereinstimmung mit der Lichtgeschwindigkeit. In ihrer abschließenden Veröffentlichung wurden die Fehlerquellen berücksichtigt, und es ergab sich wie bei ICARUS eine Übereinstimmung mit der Lichtgeschwindigkeit. Eine weitere, 2012 durchgeführte Messung bestätigte dieses Resultat.